# Ernst Pöhner
Ernst Pöhner, född 11 juni 1870 i Hof, Bayern, Tyskland, död 11 april 1925 i Feldkirchen, Bayern, Tyskland, var polischef i München från 1919 till 1921 och en av deltagarna i Adolf Hitlers ölkällarkupp 1923.

## Biografi
Ernst Pöhner föddes 1870 som son till stadssekreterare Georg Pöhner (1843–1912) och dennes hustru Johanna Katharina Sophia Pöhner (1840–1909), född Kirchner. Efter avlagd studentexamen studerade Pöhner rättsvetenskap i München. Efter flera olika juridiska ämbeten utsågs han till magistratsråd i München. Vid den här tiden gick Pöhner med i det völkisch-inspirerade nationalistiska Alldeutschen Verbandes, och senare anslöt han sig till det antisemitiska Thulesällskapet. Under första världskriget tillhörde Pöhner reservarmén. Efter kriget var han en kort tid chef för fängelset Stadelheim i München, innan han i maj 1919 utnämndes till polischef i München.
År 1921 tillträdde Pöhner ett ämbete vid Bayerisches Oberstes Landesgericht. Året innan hade han kommit i kontakt med Adolf Hitler och deltog i november 1923 i dennes ölkällarkupp. I rättegången som följde på den misslyckade kuppen dömdes Pöhner, liksom Hitler, Friedrich Weber och Hermann Kriebel, till fem års fängelse för högförräderi att avtjänas på Landsbergs fästning. Pöhner frisläpptes dock redan den 31 mars 1925.
Ernst Pöhner omkom den 11 april 1925 i en bilolycka vid Feldkirchen; omständigheterna kring denna händelse är oklara. Vid Pöhners begravning den 16 april visade SS för första gången upp sig offentligt.

### Webbkällor
- Hans Günter Hockerts (2001). ”Ernst Pöhner” (på tyska). Neue Deutsche Biographie. Bayerische Staatsbibliothek. sid. 560f. http://daten.digitale-sammlungen.de/0001/bsb00016338/images/index.html?seite=576. Läst 26 mars 2011.